# エヴァーグリーン (ウエストライフの曲)
エヴァーグリーン（Evergreen）はアイルランド出身の男性グループ、ウエストライフのサード・アルバム『ワールド・オブ・アワ・オウン』の6番目に収録された楽曲。

## ウィル・ヤングのカバー
イギリスのシンガーソングライター、ウィル・ヤングによるカバーは『ポップアイドル』の優勝者シングルであり、ヤングの1枚目のスタジオ・アルバム『フロム・ナウ・オン』の第一弾シングルとして「エニシング・イズ・ポッシブル」との両A面でリリースされた。

### 商業的成功
ヤングのカバーは成功を収め、デビューシングルにして全英チャートで1位を記録。2011年時点で21世紀英国で最も売れたシングルとして認定されていた。

### 収録曲
1. エニシング・イズ・ポッシブル
2. エヴァーグリーン

### チャート
| チャート (2002年)                        | 最高位 |
| ---------------------------------------- | ------ |
| ヨーロッパ (Eurochart Hot 100)           | 13     |
| アイルランド (IRMA)                      | 2      |
| スコットランド (Official Charts Company) | 1      |
| UK シングルス (OCC)                      | 1      |

| チャート (2002年)   | 順位 |
| ------------------- | ---- |
| アイルランド (IRMA) | 9    |
| イギリス (OCC)      | 1    |

| チャート (2000–2009年) | 順位 |
| ---------------------- | ---- |
| イギリス (OCC)         | 1    |